# Olšany (okres Šumperk)
Obec Olšany (německy Olleschau) se nachází v okrese Šumperk v Olomouckém kraji. Žije zde přibližně 1 000 obyvatel.

## Historie
První písemná zmínka o obci pochází z roku 1386. Olšany byly ve středověku ve vlastnictvi rodu z Olšan. Rod z Olšan žil v Olšanech až do počátku 15. století. Poslední příslušnicí rodu v Olšanech byla Anna z Olšan, která je psána „Na dvoře v Olšanech“ (Doubravický dvůr) v roce 1406 V době feudální se ve vlastnictví Olšan vystřídalo mnoho rodů, za zmínku stojí Tunklové z Brníčka, Žerotínové a Lichtenštejnové.

## Kulturní památky
V katastru obce jsou evidovány tyto kulturní památky:
- Bývalá rychta čp. 17 – lidová architektura s arkádovou náspí ze 2. poloviny 19. století
- Dvůr Doubravice, původní hospodářský vrchnostenský dvůr, první písemná zmínka je z roku 1458.

## Rodáci
- Hans Nibel (1880–1934), německý automobilový konstruktér
- František Valouch (1935–2017), český básník, literární kritik, publicista
- Antonín Basler (* 1956), moravský světící biskup

## Části obce
- Olšany
- Klášterec